# Lamberto
Lamberto  è un nome proprio di persona italiano maschile.

## Varianti
- Maschili: Lamperto[1][4], Amberto[4][5]
  - Alterati: Lambertino[1], Lambertuccio[senza fonte]
- Femminili: Lamberta[4][5], Amberta[5]
  - Alterati: Lambertina[5]

### Varianti in altre lingue
- Basco: Lamberta[7]
- Basso-tedesco: Lammert[3]
- Catalano: Lambert[7], Llambert[7]
- Germanico: Landobercth[8], Landebert[3][8][9], Lantpreht[8], Landbert[8], Lantbert[8], Lantpert[8], Lanbert[8], Lambert[3][8], Lampert[8], Lambrecht[8], Lamprecht[3], Lambreht[10]
- Francese: Lambert[3][10]
- Inglese: Lambert[3][9][10]
- Inglese antico: Landbeorht[10]
- Latino: Lambertus[1][2], Lampertus[2][5], Landebertus[2], Landepertus[5], Lantbertus[5]
- Limburghese: Lambaer[3]
  - Ipocoristici: Baer[3], Bèr[3]
- Olandese: Lambert[3], Lammert[3]
- Spagnolo: Lamberto[7]
- Tedesco: Lambert[3]

## Origine e diffusione
Deriva dal nome germanico di tradizione longobarda e francone Landebert, composto dai termini land (o lant, "paese", "terra") e beraht (o berht, "illustre", "brillante"); il suo significato può quindi essere interpretato come "illustre nella sua terra", "popolo celebre", "gloria del paese" o "paese illustre".
In Italia il suo uso è attestato a partire dall'VIII secolo, partendo dalla forma Lampert e poi giungendo, tramite varie latinizzazioni, alla forma attuale; la sua diffusione, maggiore in Nord e Centro Italia, in particolare in Emilia-Romagna e in Toscana, è dovuta principalmente alla fama di diversi sovrani che lo portarono e al culto di vari santi. La forma "Amberto" si è originata forse per incrocio con Alberto, o forse per caduta della "L" iniziale, percepita come un articolo determinativo.

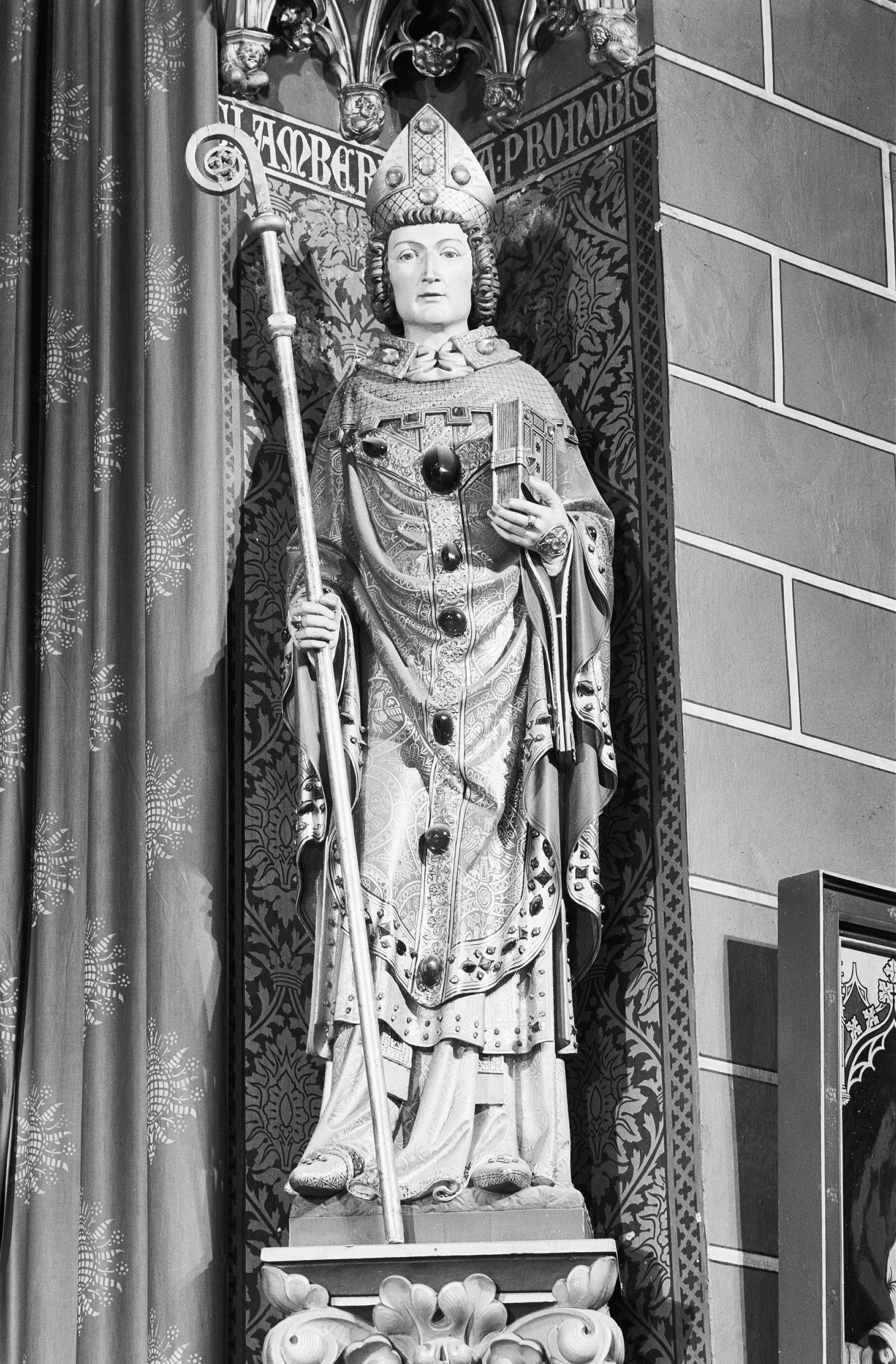
Statua raffigurante san Lamberto di Maastricht nella basilica di San Servazio a Maastricht

In Inghilterra entrò nell'uso dal XII secolo, importato dai normanni oppure grazie all'immigrazione di persone dalle Fiandre, dove era molto venerato san Lamberto di Maastricht. Grazie a tale figura divenne molto popolare durante il Medioevo. A partire dal XVI secolo il suo utilizzo è stato rinforzato dalla ripresa del cognome Lambert, esso stesso derivato dal nome e attestato da metà del XII secolo.

## Onomastico
L'onomastico si può festeggiare in memoria di diversi santi, nei giorni seguenti:
- 14 aprile, san Lamberto, abate di Fontenelle e vescovo di Lione[6][7][11][12]
- 16 aprile, san Lamberto, martire a Saragozza sotto Diocleziano[12]
- 26 maggio, san Lamberto, monaco a Lerino e poi vescovo di Vence[11][12]
- 19 giugno (o 16 aprile), san Lamberto, martire a Saragozza sotto i Saraceni[6][11][12]
- 25 giugno, san Lamberto Begue, sacerdote
- 22 agosto, san Lamberto, abate
- 19 settembre, san Lamberto, vescovo di Frisinga[11]
- 9 ottobre, san Lamberto, monaco assieme ai santi Gisleno e Berlero[11]
- 17 settembre, san Lamberto, vescovo di Maastricht, evangelizzatore della Zelanda e martire[6][11][12]

## Persone

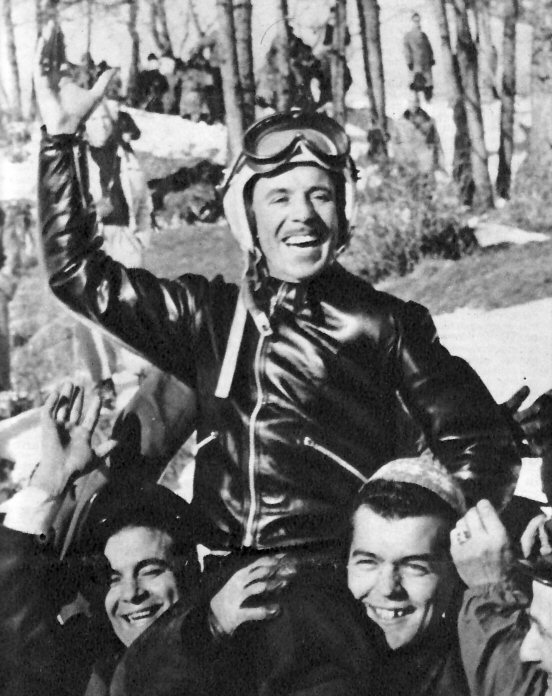
Lamberto Dalla Costa

- Lamberto II di Spoleto, imperatore del Sacro Romano Impero e re di Italia
- Lamberto Bava, regista, sceneggiatore e attore italiano
- Lamberto Dalla Costa, bobbista italiano
- Lamberto Dini, dirigente d'azienda, economista e politico italiano
- Lamberto Giorgis, allenatore di calcio e calciatore italiano
- Lamberto Leonardi, allenatore di calcio e calciatore italiano
- Lamberto Maggiorani, attore italiano
- Lamberto Picasso, attore e regista italiano
- Lamberto Sechi, giornalista italiano
- Lamberto Sposini, giornalista e conduttore televisivo italiano
- Lamberto Visconti di Eldizio, Giudice di Gallura

### Variante Lambert

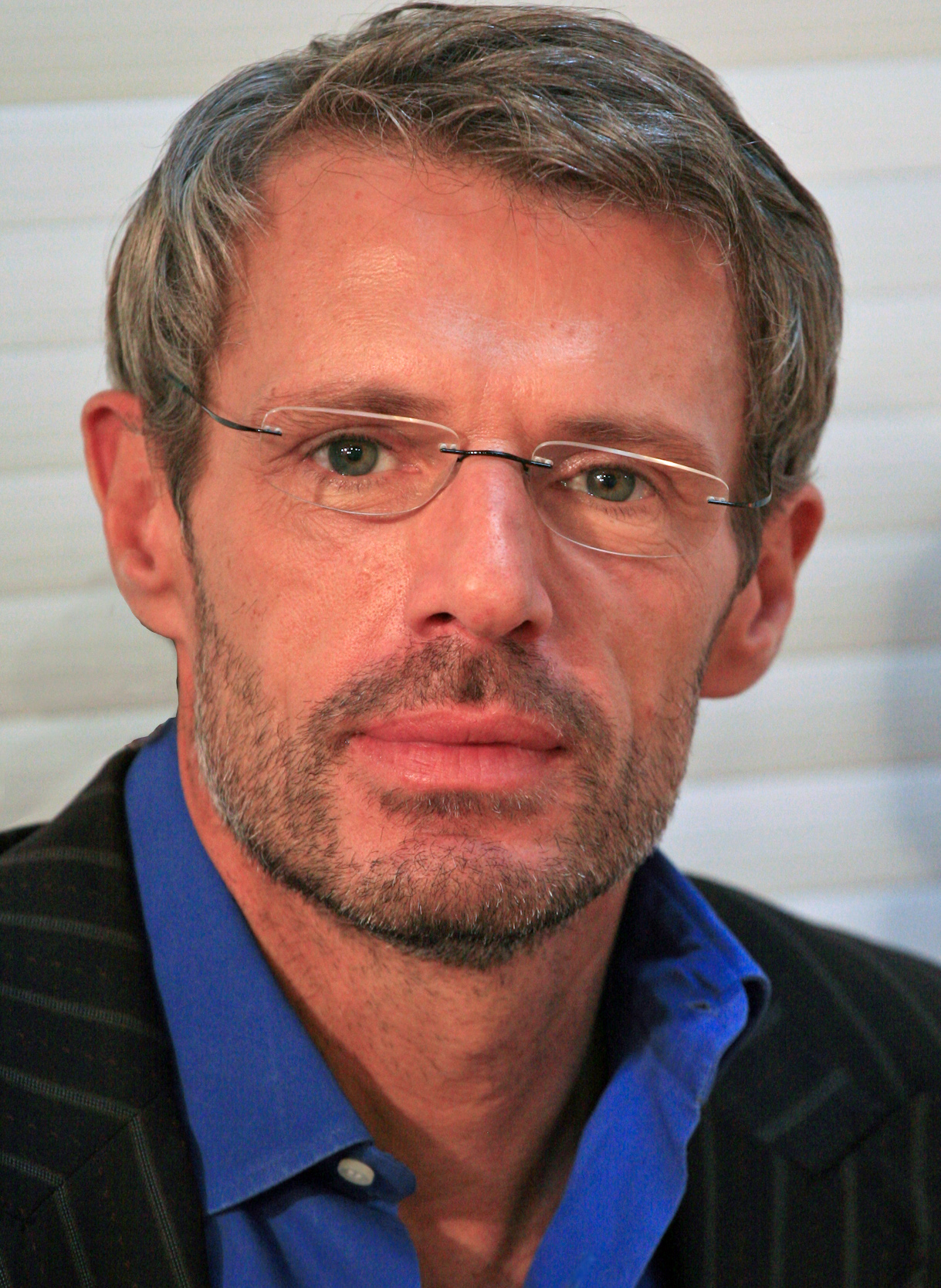
Lambert Wilson

- Lambert-Sigisbert Adam, scultore francese
- Lambert Ferri, troviero e religioso francese
- Lambert Hillyer, regista e sceneggiatore statunitense
- Lambert Krahe, architetto tedesco
- Lambert Lombard, pittore belga
- Lambert Schaus, politico e diplomatico lussemburghese
- Lambert Simnel, pretendente al trono inglese
- Lambert Sustris, pittore olandese
- Lambert Wilson, attore francese

### Altre varianti
- Lambertuccio Amidei, nobile italiano

## Il nome nelle arti
- C'era due volte il barone Lamberto è un racconto per ragazzi dello scrittore Gianni Rodari pubblicato nel 1978.
- Lamberto Laudisi è un personaggio di Così è (se vi pare) di Luigi Pirandello